# Reichenberg (Baviera)
Reichenberg é um município da Alemanha, situado no distrito de Würzburgo, no estado da Baviera. Tem 34,79 km² de área, e sua população em 2019 foi estimada em 4.115 habitantes.